# متلازمة رامسي-هانت
تُوجد ثلاثُ متلازماتٍ عصبية مُختلفةٍ تحمل اسم متلازمة رامسي-هانت (بالإنجليزية: Ramsay Hunt syndrome)‏، والعلاقة الوحيدة بينها هي أنها وُصفت جميعها من قبل طبيب الأعصاب جيمس رامسي هانت (1872–1937).
- النوع الأول من متلازمة رامسي-هانت [الإنجليزية]، وتُعرف باسم «متلازمة رامسي-هانت المخيخية»، وهي نوعٌ نادرٌ من الضمور المخيخي، والتي تتضمن حدوث رمع عضلي تشنجي، ورنح مُتطور، ورعاش، وخرف.[3]
- النوع الثاني من متلازمة رامسي-هانت، وهي تنشيط فيروس الهربس النطاقي في العقدة الركبية. تُعرف أحيانًا باسم «الهربس النطاقي الأذني»، ولها أعراضٌ مختلفة، قد تتضمن آفة عصبية حركية سفلية في العصب الوجهي، وصمم، ودوار، وألم.[4][5] المظهر النموذجي لها هو ظهور ثلاثيةٍ من الأعراض وتشمل شلل الوجه على نفس الجانب وألم الأذن والحويصلات على الوجه أو على الأذن أو في الأذن.
- النوع الثالث من متلازمة رامسي-هانت، وهي أقل حالةٍ شيوعًا، وهي اعتلال عصبي مُحيطي مُحرض بالعمل، ويحدث في الفرع الراحي العميق [الإنجليزية] للعصب الزندي. تُعرف أيضًا باسم «مرض هانت» أو «شلل الحرفي».[6]